# Philipp Ludwig Statius Müller
Philipp Ludwig Statius Müller (25. dubna 1725 – 5. ledna 1776) byl německý zoolog.
Narodil se v Esensu a dlouhodobě působil jako profesor přírodních věd v Erlangenu, kde také zemřel. V letech 1773 až 1776 sepisoval německý překlad Linneova díla Natursystem. V roce 1776 u mnoha živočichů prvně sestavil vědeckou klasifikaci, například u dugonga, guanaky, potta, volavky tříbarvé nebo hoacina chocholatého. Jeho dílo je značně rozsáhlé a čítá asi 11 prací:
- De Zeedemeester der kerkelyken (1750)
- De traanen eenes volks, over het verlies van een eminent Opper-Hoofd (1751)
- Die rechtmäßige Freude über die Wohlthaten Gottes das Jenaische Universitäts-Jubilär betr (1758)
- Dissertationis de justo probabilitatis valore et usu sectio teria (1758)
- Oratoriam extemporaneam a praeivdiciis nonnvllis, qvibvs est obnoxia vindicat (1758)
- Kurze Anleitung zur Holländischen Sprache (1759)
- Einsame Nachtgedanken (1761)
- Kort Ontwerp van de zedelyke Oogmerken Gods by de Schepping en Regeering deezer Waereld (1762)
- Dvbia Coralliorvm Origini Animali Opposita (1770)
- Bedenkingen betreffende den dierlijken oorsprong der koraal-gewassen (1771)
- Verzeichniß einer zahlreichen und auserlesenen Sammlung von Naturalien (1778)